# Oracolo di Anfiarao

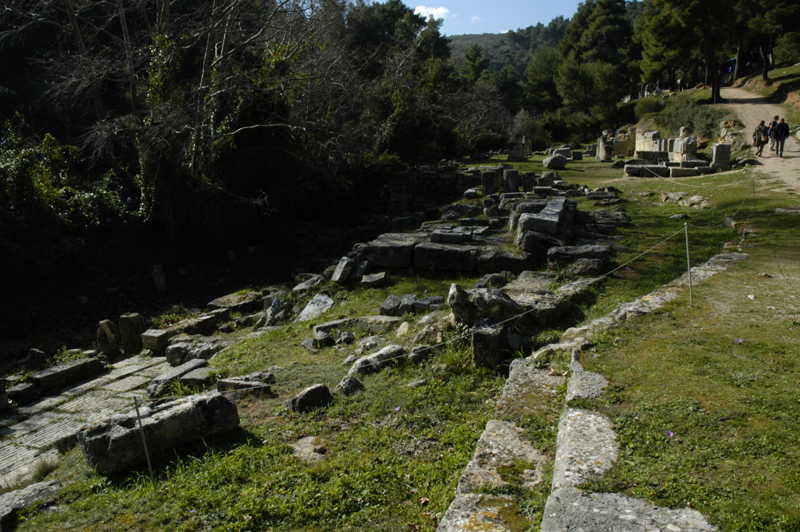
Amphiareion: fonte sacra e tempio

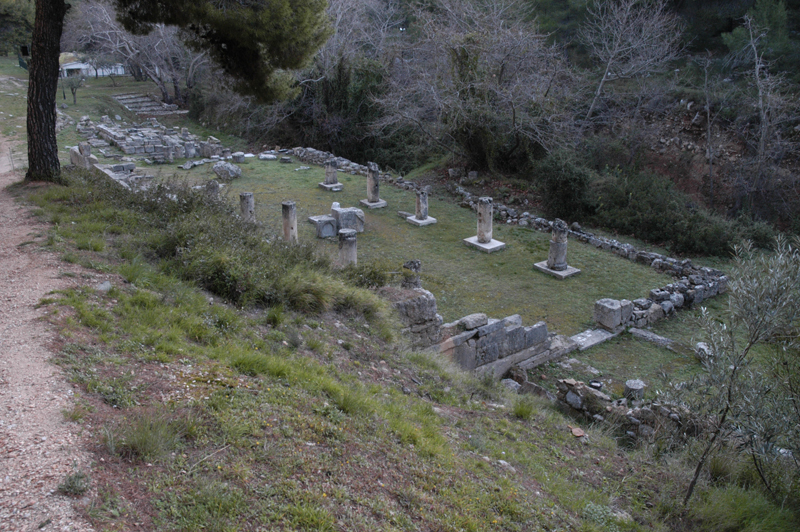
Resti archeologici del tempio

L’oracolo di Anfiarao (in greco antico: Ἀμφιαρεῖον?, Amphiarèion) ad Oropo è un sito archeologico, descritto da Pausania nel I libro della Periegesi della Grecia. Esso fa parte del santuario di Oropo, collocato vicino Psafi, consacrato all'eroe Anfiarao, divinizzato dopo la morte.
Si narra infatti che Anfiarao, uno dei Melampodidi, ovvero i discendenti di Melampo, dal quale aveva ereditato il dono di prevedere gli eventi futuri, sopravvisse alla battaglia per Tebe. Inseguito da Periclimeno, fuggì sul cocchio, guidato da Batone, un altro dei Melampodidi (o Melampidi), in direzione dell'Ismeno; qui, grazie alla protezione offerta da Zeus ed Apollo, la terra si aprì e lo inghiottì insieme al suo carro.
Secondo alcuni, l'eroe argivo avrebbe continuato a vivere sotto terra come un dio.

## Il complesso architettonico
Dal V al I secolo a.C. Oropo, città confinaria tra l'Attica e la Beozia, ha assunto una notevole importanza grazie soprattutto al santuario (Amphiareion) che ospitava l'oracolo di Anfiarao.
Il tempio di Anfiarao risale al IV secolo a.C. Il bomòs (l'altare) sorgeva a est del tempio, a sua volta disposto verso oriente.
Pausania sostiene che l'altare fosse dedicato a cinque gruppi di divinità:
- Heracles, Zeus e Apollo Παιών
- Eroi e consorti degli eroi
- Estia, Ermes, Anfiarao e Anfiloco, uno dei figli dell'eroe
- Afrodite, Panacea, Iaso, Igea e Atena Παιώνα
- Le ninfe e Pan; i fiumi Acheloo e Cefiso

A est dell'altare si trova una struttura avvolgente a gradoni che potrebbe essere stata utilizzata come area teatrale prima della costruzione del teatro del II secolo a.C. Immediatamente a est di questo insieme si trova lo fonte sacra.

### La fonte di Anfiarao
La fonte, in prossimità del tempio, è consacrata ad Anfiarao, perché si dice che se ne fosse servito per risalire sulla terra dall'Ade.
Qui non venivano mai fatti sacrifici né si faceva uso dell'acqua per le lustrazioni o le abluzioni.
Tuttavia, ancora Pausania, riferisce l'uso di coloro che, una volta riacquistata la sanità per l'oracolo di Anfiarao, gettavano monete d'oro e di argento nella fonte.

### La stoà
È datata nello stesso periodo del tempio e presenta 39 colonne doriche esterne e 17 colonne ioniche interne. Lungo il perimetro della struttura sono presenti delle panche in marmo dove i pellegrini dormivano adagiandosi nelle pelli di arieti appena sacrificati, attendendo il sogno in cui la divinità dava indicazioni per l'ottenimento della guarigione. Prima della sua distruzione, ai lati del portico, sono state ricavate due piccole stanze separate dal resto della struttura da due colonnati, probabilmente destinati anche questi all'accoglienza dei pellegrini.
Nel territorio italiano, una struttura simile è presente nell'area archeologica La Cuma, a Monte Rinaldo.

## Tradizione e uso dell'oracolo
La tradizione dell'oracolo nascerebbe dalle profezie che Anfiarao avrebbe pronunciato davanti agli Argivi in occasione della spedizione contro Tebe. Iofonte di Cnosso avrebbe poi provveduto a trascrivere gli oracoli in versi esametri.
Anfiarao, oltre che veggente, era anche interprete di sogni, tanto che stabilì la loro divinazione.
Il rito, finalizzato al manifestarsi del sogno risanatore che, debitamente interpretato, doveva guarire il pellegrino, consisteva nell'incubazione, ovvero nel riposo notturno, all'interno delle apposite strutture del santuario definite λουτρὰ Ἀμφιαράου.
Prima dell’incubatio era necessario eseguire una purificazione. La lunga stoà che si trova oltre la fonte, edificata contemporaneamente al tempio, composta da 41 colonne e due file di panche di marmo, serviva al sonno rituale dei pellegrini.
(Pausania, Periegesi della Grecia, I, 34, 5.)
Anche il figlio di Anfiarao, Anfiloco, aveva un oracolo a Mallo, in Cilicia, che Pausania considera il più veridico ai suoi tempi.